# Dolleren
Dolleren es una localidad y comuna francesa, situada en el departamento de Alto Rin en la región de Alsacia

El topónimo deriva del nombre de origen celta del río Doller, a su vez de la voz di ôller con el significado de "agua que fluye". Dolleren se encuentra en el valle surcado por este curso de agua, a proximidad de las cumbres meridionales de la Cordillera de los Vosgos y de su cima, el llamado Ballon de Alsacia.
Su habitantes reciben el apelativo en idioma alsaciano de los Bettelseckel o "mendigos" y también de los Weschpevolk o "pueblo de las avispas".

## Historia
Dolleren es mencionado en un documento de 1567 con el nombre de "Tholier". Durante la Guerra de los Treinta Años en el siglo XVII, la población fue diezmada por la violencia y la epidemias siendo repoblado con gentes procedentes del Tirol, de Suiza y de Suabia. En el siglo XVIII la localidad se desarrolló gracias a la explotación de varias minas de granito empleado en la construcción de carreteras y caminos, mientras que otros yacimientos próximos de hierro y cobre destinaron su producción a las fundiciones e industrias metalúrgicas de Niederbruck. En 1867 se fundaron varios talleres para la manufactura de tejidos en algodón. Durante la Primera Guerra Mundial, Dolleren fue, a diferencia de la mayor parte de la región, prontamente ocupada por las fuerzas francesas y reincorporada a su soberanía desde el 6 de agosto de 1914. Tras la crisis económica de finales de los años 1920, la comuna se orientó progresivamente hacia los servicios y en especial, las actividades del turismo.

## Demografía
| 332 | 390 | 378 | 345 | 343 | 397 |
| Para los censos de 1962 a 1999 la población legal corresponde a la población sin duplicidades (Fuente: INSEE [Consultar]) |     |     |     |     |     |